# Amalie av Baden

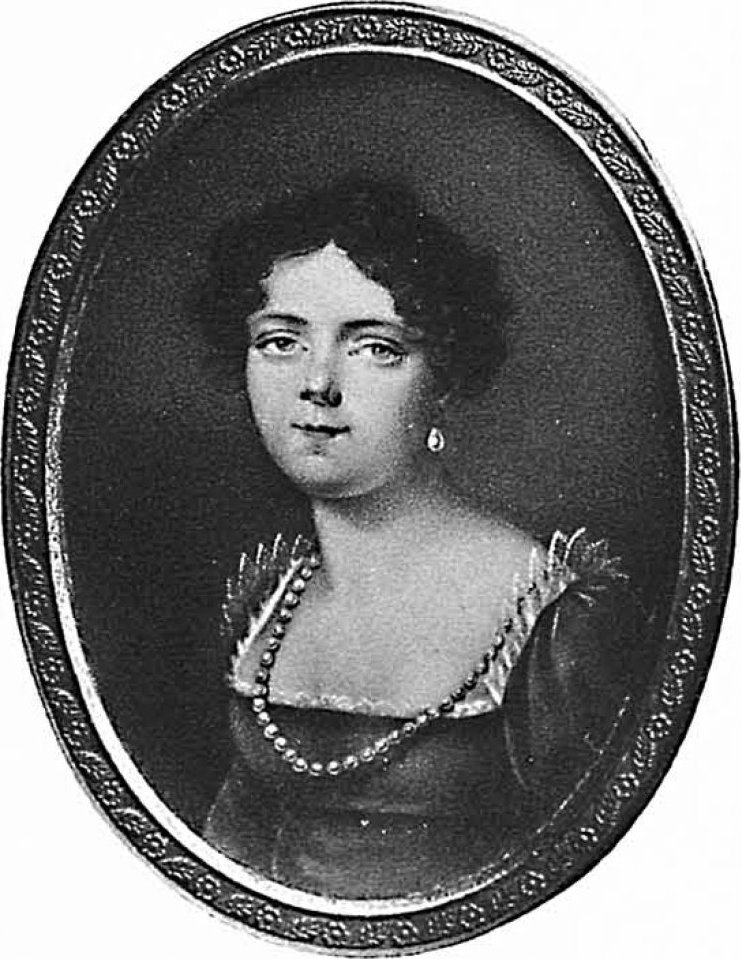
Amalie av Baden

Katharina Amalie Christiane Luise av Baden, född 13 juli 1776 i Karlsruhe, död 26 oktober 1823 i Bruchsal, var äldsta dotter till Karl Ludvig av Baden och Amalia av Hessen-Darmstadt. Hon var tvilling till Karolina av Baden, drottning av Bayern. 
Amalie gifte sig aldrig. Det fanns dock många planer på att arrangera ett äktenskap. Bland dem som föreslogs var Fredrik Vilhelm III av Preussen, Fredrik av Anhalt-Dessau och Vilhelm IV av Storbritannien. De preussiska planerna favoriserades så länge att de övriga förhandlingarna drog ut på tiden, och när Preussen sade nej 1793 hade även de övriga tröttnat. 
Amalie besökte ofta sina systrar: Karolina, som var drottning i Bayern, och Elisabet, som var kejsarinna i Ryssland, och stannade ofta i flera år. 1811 besökte hon hovet i Wien och kejsaren föreslog ett äktenskap med Karl av Österrike-Teschen, men denne var ovillig eftersom Amalie inte ansågs vara särskilt attraktiv. 
1816 föreslogs ett äktenskap med Prins Edvard, hertig av Kent och Strathearn, men inte heller denne var villig. 1818 föreslog hon och hennes mor äktenskap med farbrodern Ludvig I av Baden, då dynastin i Baden höll på att dö ut, men han vägrade att gifta sig. Amalie avled i vattusot. 